# Jim McCarty
James Stanley McCarty, más conocido como Jim McCarty (Liverpool, Inglaterra; 25 de julio de 1943), es un músico británico, baterista de las bandas The Yardbirds y Renaissance, y guitarrista y ocasionalmente cantante en Illusion.
Se trasladó a Londres cuando tenía dos años, y mientras asistía a la Hampton Grammar School en Richmond upon Thames, conoció a Paul Samwell-Smith, con quién, el año 1963, formaría The Yardbirds, junto a Keith Relf y Chris Dreja.
Durante su época con The Yardbirds, colaboró con la composición de canciones como "Still I'm Sad" y "I'm Confused". En 1968] se retira del grupo, acompañado por Keith Relf, formando más tarde Renaissance.
También participó en otras bandas, como Shoot (como cantante) e Illusion (como guitarrista, acompañado de antiguos integrantes de Renaissance).
Entre 1983 y 1986 se suma a Box of Frogs, una banda conformada por varios exintegrantes de The Yardbirds, y desde 1992 está en la reformada versión de la banda junto a Chris Dreja. También ha sido miembro de The British Invasion All-Stars, y formó la Jim McCarty Band.
Existen dos álbumes rotulados a nombre de James McCarty; estos son Out of the Dark de 1994 y Sitting on the Top of Time  de 2009, este último coproducido por Ron Korb.